# Ella Taube
Ella Taube, född Ekman-Hansen 16 april 1884 i Köpenhamn, död 8 mars 1966 i Stockholm, var en svensk journalist med signaturen Tebe.
Hon var dotter till författaren Peter Hansen och Asa Ekman. Efter studier vid Köpenhamns universitet och translatorsexamen där blev hon så kallad statsautorisered translatør og tolk i franska. 
Ella Taube arbetade 1920–1922 vid Nya Dagligt Allehanda, 1924–1926 vid Göteborgs Handels- och Sjöfartstidning, från 1926 vid Stockholms Dagblad, som 1931 slogs samman med Stockholms-Tidningen. Där skrev hon om sociala frågor, familj och äktenskap. Hennes signaturer var Tebe, Fru Kock, Hemchefen och Nina.
Ella Taube var vice ordförande i Yrkeskvinnors Klubb i Stockholm, medlem av Zontaklubben och från 1933 även av Publicistklubben. Hon gifte sig 1911 med skådespelaren Mathias Taube (1876–1934) och de blev föräldrar till skådespelaren Aino Taube (1912–1990). Familjen är begravd på Norra begravningsplatsen utanför Stockholm.